# چشکو سلو
چشکو سلو (به صربی: Češko Selo) یک روستا در صربستان است که در Bela Crkva municipality واقع شده‌است. چشکو سلو ۴۶ نفر جمعیت دارد و ۱۱۶ متر بالاتر از سطح دریا واقع شده‌است.